# Vichovgrad
Vichovgrad (en bulgare: Вишовград) est un village bulgare de l'oblast de Veliko Tarnovo.

## Géographie

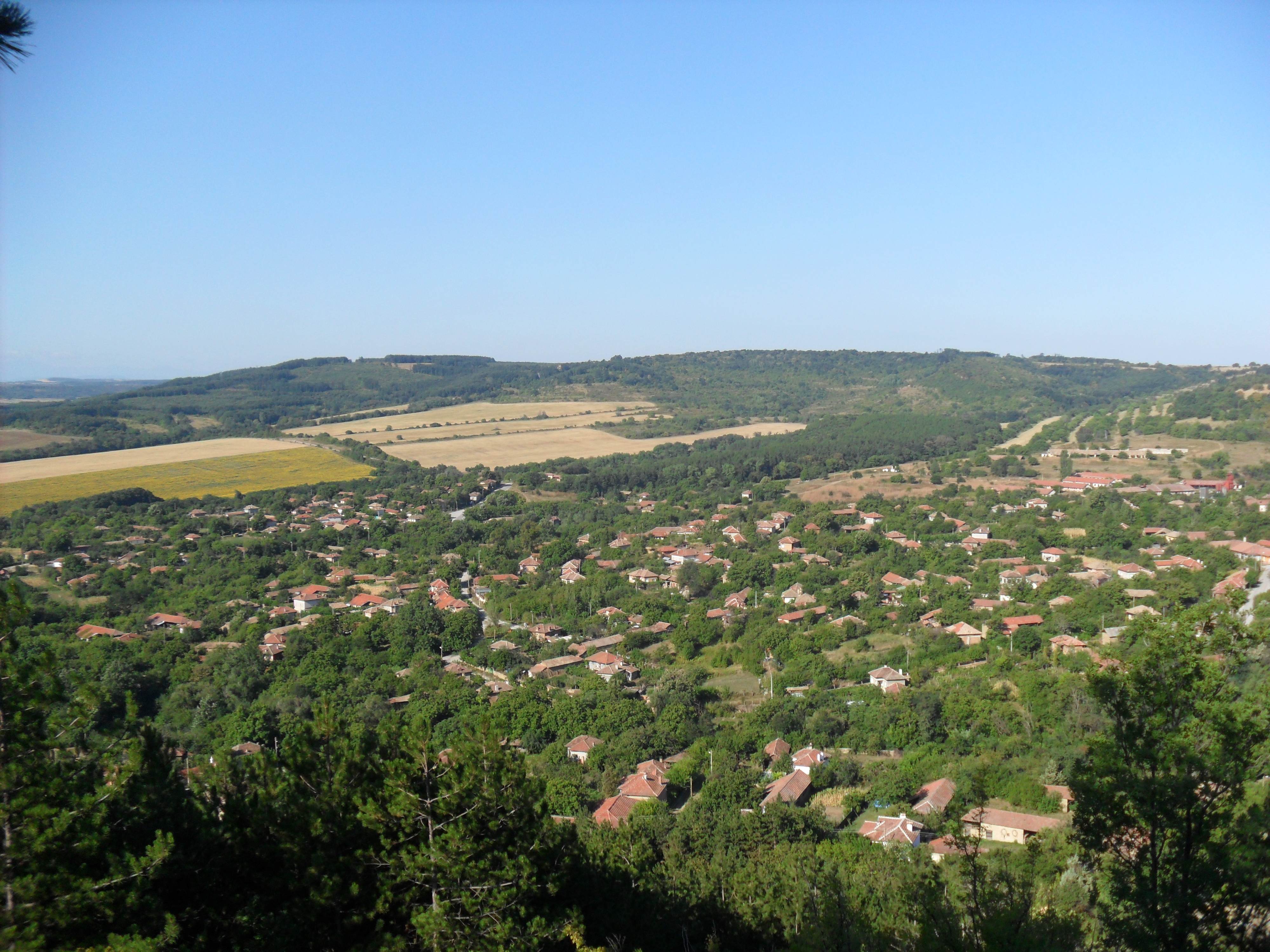
Vue panoramique de Vichovgrad.

La ville est située sur le plateau danubien, entre les collines Chuckata et Golich.

## Éducation
Elle possède une école primaire Sv. Sv. Cyrille et Méthode, ainsi qu'un centre communautaire, Radi Fitchev.

## Économie
Le travail coopératif agricole de Vichovgrad a été fondée en 1949.

## Galerie

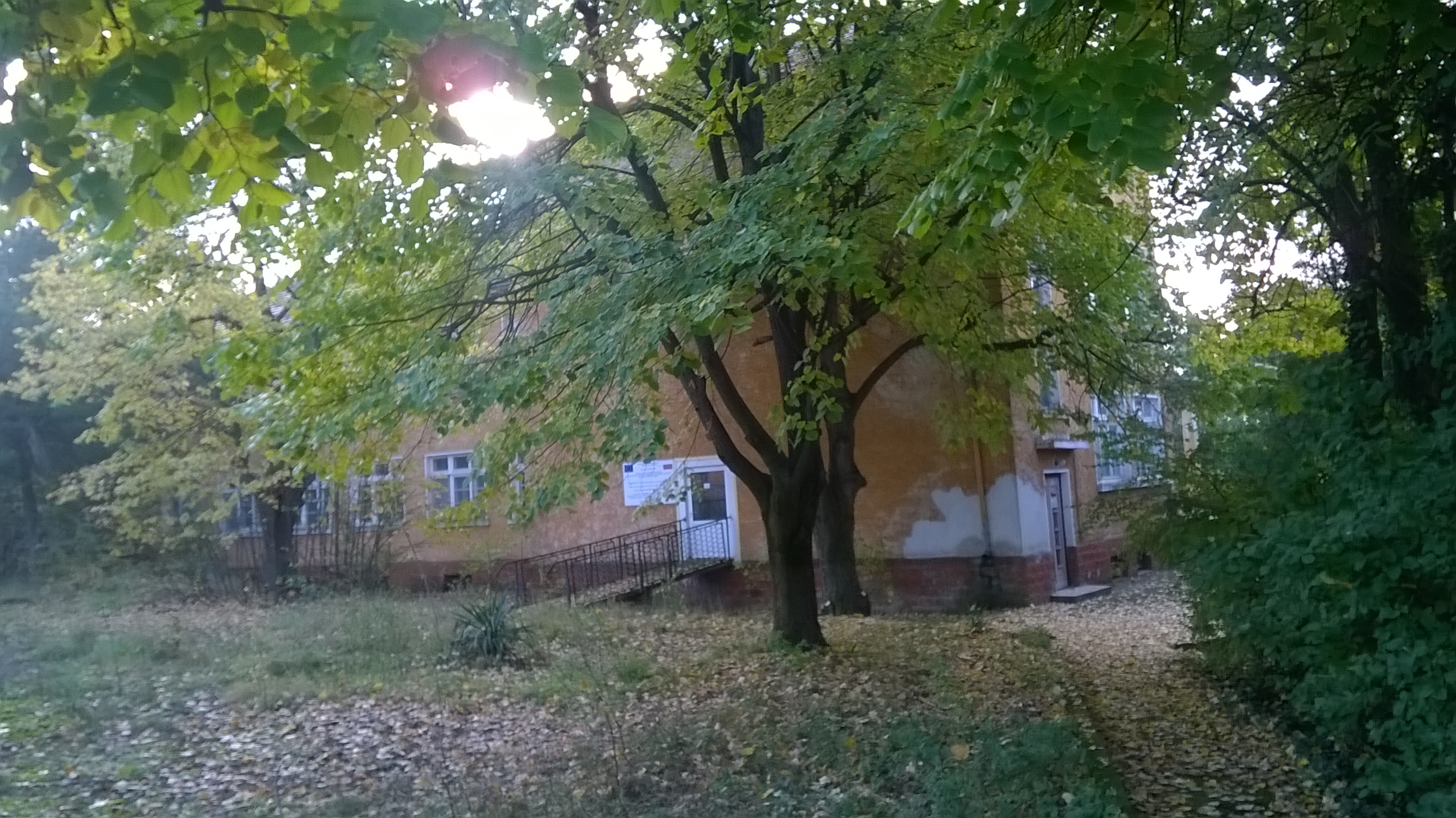
école "Saint Cyrille et Méthode "
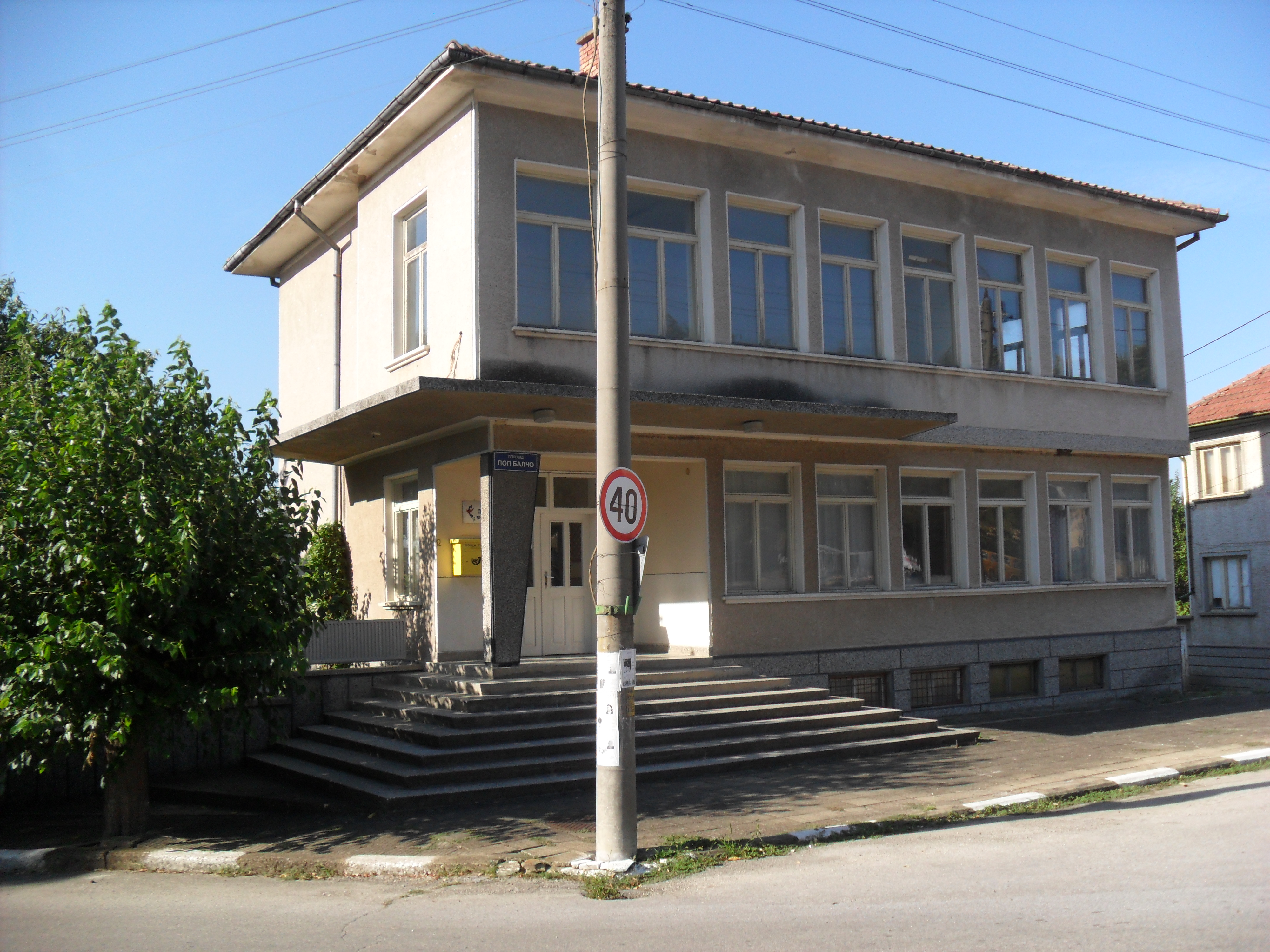
Courrier
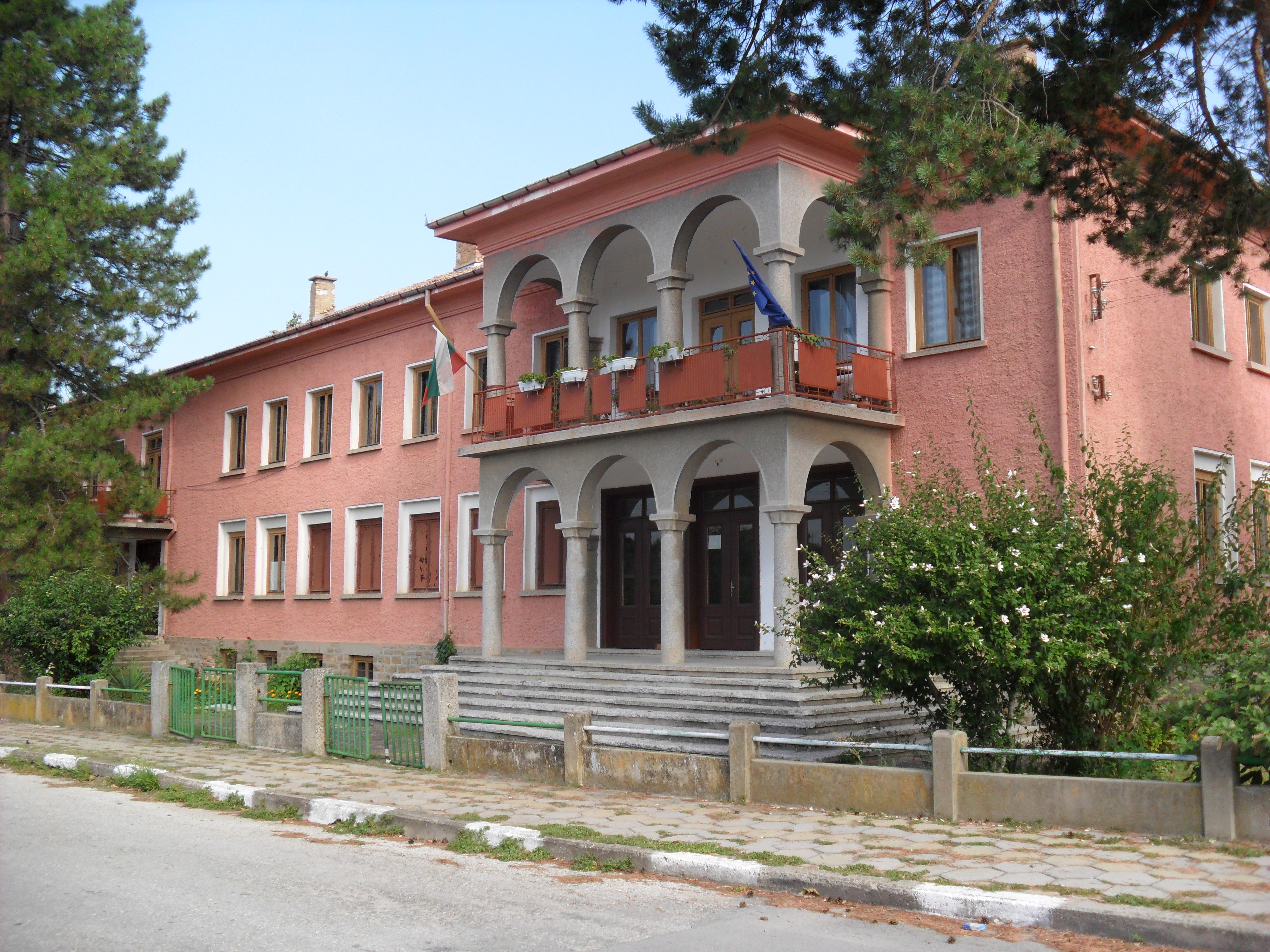
Centre communautaire "Radi Fitchev"
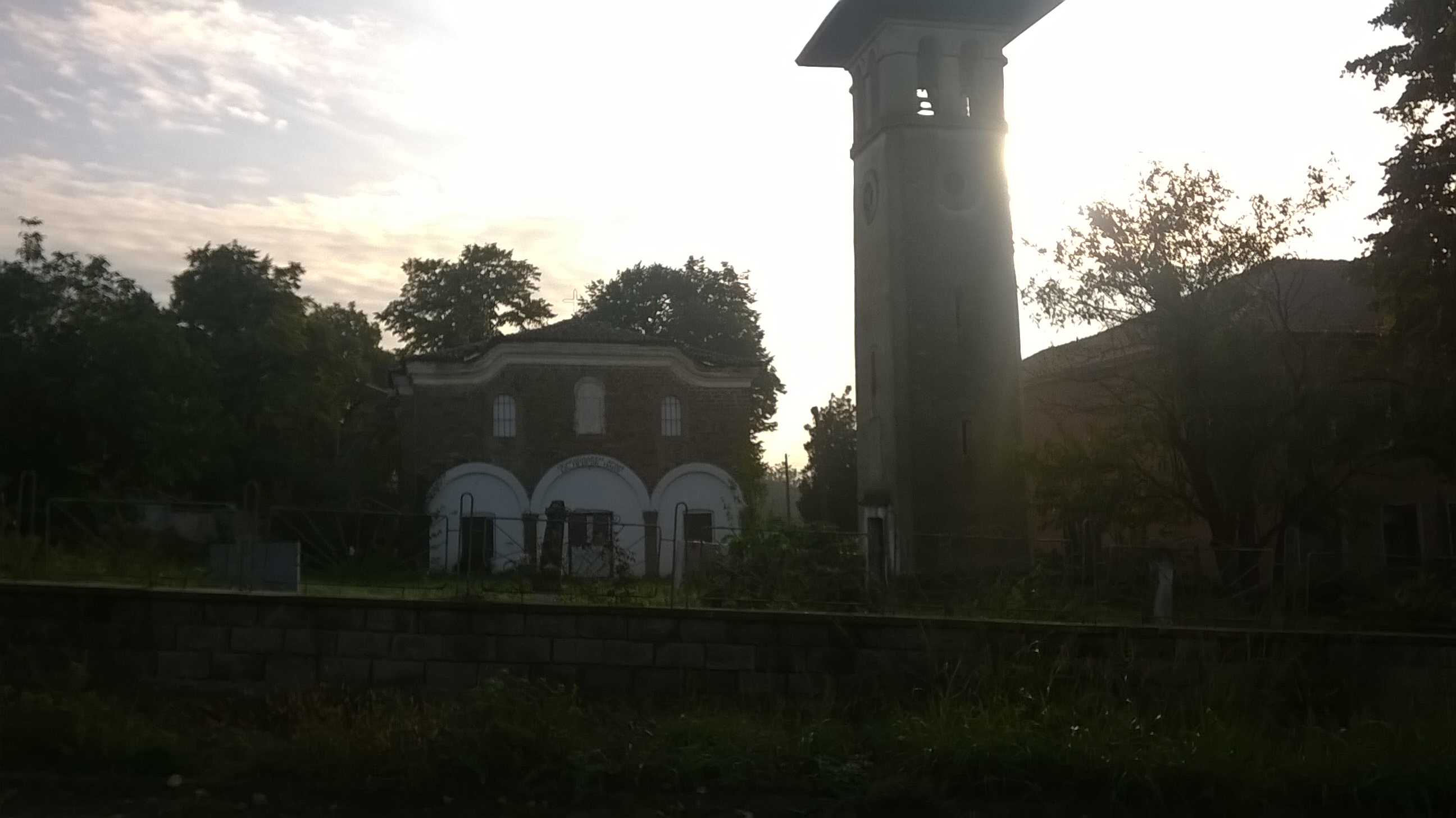
église saint prophète Elie
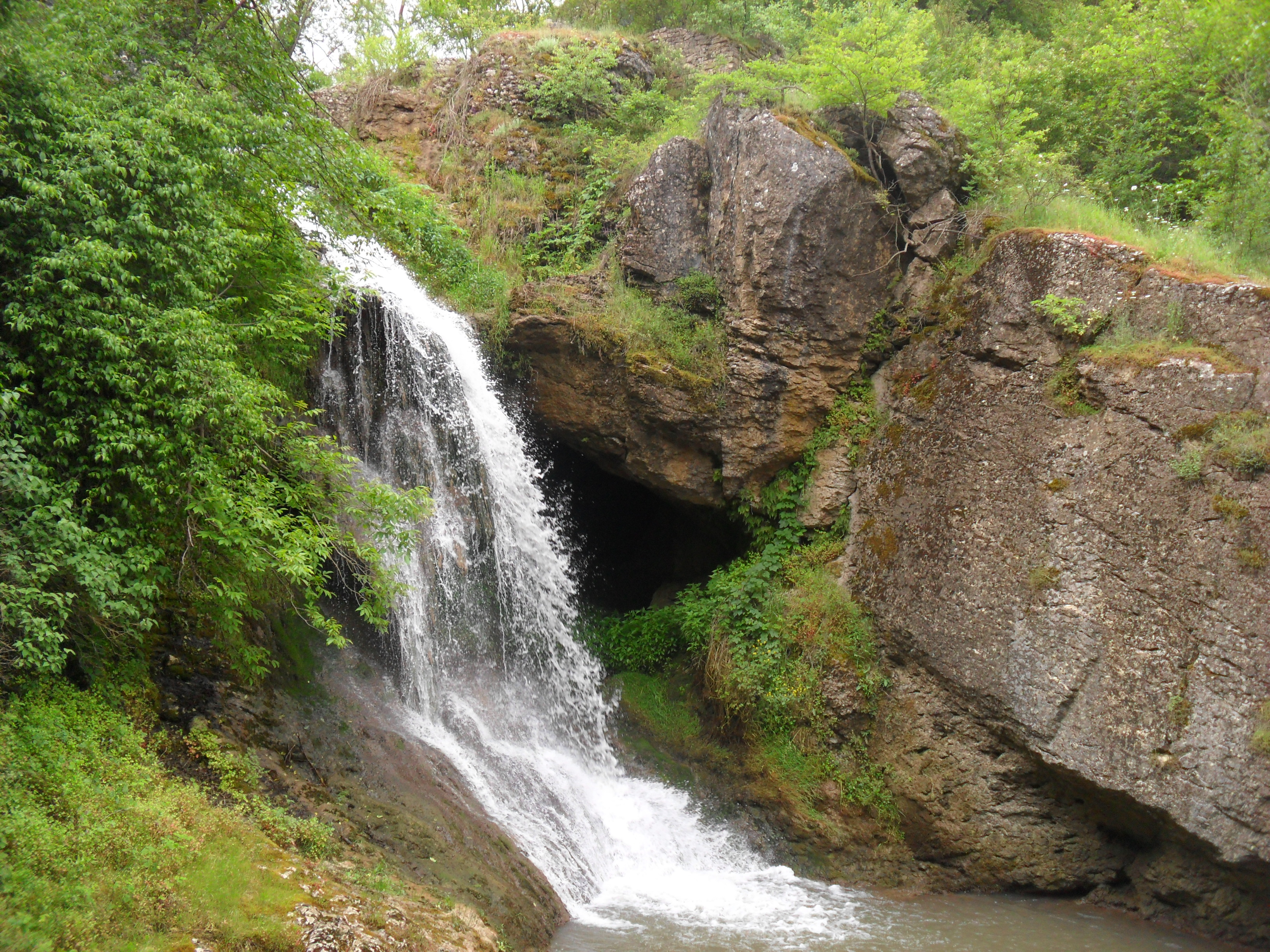
chute d'eau Zarapovo